# مگا من
مگا من (انگلیسی: Mega Man) شرکت بازی ویدئویی آمریکایی است، که در سال ۱۹۸۷ تأسیس شد.